# 제주중학교 축구단
제주중학교 축구단은 제주중학교의 축구부로 제주 SK의 U-15팀이다. 본래는 일반 학교 축구부였으나 2017년에 제주 SK와 협약을 맺고 2018년부터 제주 SK의 산하 유스팀이 되었다.

## 같이 보기
- 제주중학교
- 제주 SK FC
- 제주 SK FC U-18
- 제주 SK U-12